# Canton de Marly-le-Roi
Le canton de Marly-le-Roi est une ancienne division administrative française, située dans le département des Yvelines et la région Île-de-France.

## Composition

### De sa création à 1967 (Seine-et-Oise)
Communes de : Marly-le-Roi, Bougival, La Celle-Saint-Cloud, L'Étang-la-Ville, Louveciennes, Le Port-Marly, Rueil-Malmaison, Bailly, Noisy-le-Roi, Rennemoulin, Chavenay, Feucherolles, Saint-Nom-la-Bretèche, Villepreux.

### De 1967 à 2015 (Yvelines)
Le canton de Marly-le-Roi  comprenait trois communes jusqu'en mars 2015 :
- Le Port-Marly : 5 413 habitants ;
- Louveciennes : 7 059 habitants ;
- Marly-le-Roi : 16 331 habitants (chef-lieu de canton).

## Représentation

### Conseillers généraux de 1833 à 1967 (Seine-et-Oise) et de 1967 à 2015 (Yvelines)
| Période | Période                    | Identité                                    | Étiquette               | Qualité |
| ------- | -------------------------- | ------------------------------------------- | ----------------------- | --- |
| 1833    | 1836                       | Louis François Bertin de Veaux              | Royaliste               | Journaliste, fondateur du Journal des débats Député (1820-1821, 1824-1832), Pair de France |
| 1836    | 1871                       | Auguste Bertin de Veaux (fils du précédent) | Royaliste               | Pair de France (1845-1848), propriétaire à Villepreux Officier de cavalerie et officier d'ordonnance du duc d'Orléans Député (1837-1842)                                                                  |
| 1871    | 1876 (décès)               | Adrien Cramail (1806-1876)                  |                         | Maire de Rueil-Malmaison (1848-1870) |
| 1876    | 1889                       | Pierre Emile Herbette                       | Républicain             | Notaire, conseiller municipal de Rueil-Malmaison |
| 1889    | 1901                       | Guillaume Beer                              | Républicain             | Banquier Propriétaire du château de Voisins, conseiller municipal de Louveciennes |
| 1901    | 1907                       | Joseph Roger-Jourdain                       | Nationaliste            | Artiste-peintre, maire de Rueil-Malmaison (1900-1906) |
| 1907    | 1919 (décès)               | René Millet                                 | Républicain Indépendant | Ambassadeur, ancien résident général à Tunis |
| 1919    | 1924 (démission)           | André Tardieu                               | RG                      | Journaliste Propriétaire Avenue de Messine à Paris Député de Seine-et-Oise (1914-1924) Député du Territoire de Belfort (1926-1936) Ministre (entre 1919 et 1934) Chef du Gouvernement (1929-1930 et 1932) |
| 1924    | 1931                       | Louis Forest                                | RG                      | Conseiller municipal de Saint-Germain-en-Laye Propriétaire boulevard Haussmann à Paris |
| 1931    | 1937                       | Jean Adam                                   | URD                     | Scientifique, député (1928-1932) Maire de La Celle-Saint-Cloud Propriétaire avenue Matignon à Paris |
| 1937    | 1940 (déchu de son mandat) | Pierre Dadot                                | PC-SFIC                 | Fraiseur, conseiller municipal de Rueil-Malmaison Député (1936-1940), révoqué à la suite des décrets Daladier                                                                                             |
|         |                            |                                             |                         | |
| 1943    | 1945                       | Hector Bricout (1870-1949)                  |                         | Maire de Louveciennes (1930-1944) Nommé conseiller départemental en 1943 |
|         |                            |                                             |                         | |
| 1945    | 1949                       | Julien Laparlière                           | SFIO                    | Maire de Rueil-Malmaison (1945-1947) |
| 1949    | 1964                       | Marcel Pourtout                             | RPF puis CNIP           | Carrossier automobile à Rueil-Malmaison Président du Conseil général de Seine-et-Oise (1958-1961), maire de Rueil-Malmaison (1941-1944 et 1947-1971)                                                      |
| 1964    | 1967                       | Raymond Gilles                              | SE                      | Maire de Marly-le-Roi (1953-1966) |
| 1967    | 1979                       | Jean Béranger                               | Rad. puis MRG           | Cadre Sénateur (1977-1986), maire de Marly-le-Roi |
| 1979    | 2015                       | Pierre Lequiller                            | UDF-PPDF puis UMP       | Cadre de banque Député (1988-2017), maire de Louveciennes (1985-2001), premier vice-président du conseil général                                                                                          |

Le canton participe à l'élection du député de la quatrième circonscription des Yvelines.

### Conseillers d'arrondissement (de 1833 à 1940)
| Période                                  | Période      | Identité                           | Étiquette     | Qualité |
| ---------------------------------------- | ------------ | ---------------------------------- | ------------- | --- |
| 1833                                     | 1848         | Nicolas Joseph Huvet               |               | Notaire à Marly-le-Roi                                                                                      |
|                                          |              |                                    |               | |
| 1852                                     | 1861         | Nicolas Joseph Huvet               |               | Notaire à Marly-le-Roi                                                                                      |
| 1861                                     | 1871         | Adrien Cramail (1806-1876)         | Bonapartiste  | Rentier, maire de Rueil (1848-1870), propriétaire rue d'Alger à Paris                                       |
| 1871                                     | 1877         | Nicolas Hubert Gervais (1815-1897) |               | Notaire, maire de Villepreux (1870-1877)                                                                    |
| 1877                                     | 1898         | Jean-Baptiste Broussin             |               | Médecin, maire de Marly-le-Roi, Président du Conseil d'arrondissement                                       |
| 1898                                     | 1913 (décès) | Alfred Couturier (1846-1913)       |               | Cultivateur, adjoint au maire puis maire (1899-1913) de Marly-le-Roi                                        |
| 7 déc. 1913                              | 1919         | Auguste-Léon Delaubé (1852-1923)   | Républicain   | Cultivateur, conseiller municipal puis maire de Bougival                                                    |
| 1919                                     | 1922         | Marcel Vidy (1878-1968)            |               | Notaire, maire de Villepreux (1908-1922)                                                                    |
| 1922                                     | 1928         | Louis-François Besche              |               | Cultivateur, ancien maire de Rueil-Malmaison (1919-1921)                                                    |
| 1928                                     | 1940         | Henri Montagne                     | Bloc national | Ingénieur des Arts et Métiers, maire de Rueil-Malmaison (1932-1935)                                         |
| 1940                                     |              |                                    |               | Les conseils d'arrondissement ont été suspendus par la loi du 12 octobre 1940 et n'ont jamais été réactivés |
| Les données manquantes sont à compléter. |              |                                    |               | |

## Démographie
| 1962   | 1968   | 1975   | 1982   | 1990   | 1999   | 2006   | 2011   | 2012   |
| ------ | ------ | ------ | ------ | ------ | ------ | ------ | ------ | ------ |
| 18 069 | 20 731 | 27 512 | 28 113 | 28 368 | 28 282 | 28 497 | 28 777 | 28 809 |